# 구면체
구면체(九面體)는 면이 9개인 다면체를 말한다. 구면체에 속하는 다면체는 칠각기둥, 칠각뿔대, 팔각뿔, 마지막으로 늘린 사각뿔 등이 있다.
구면체는 면의 개수로 세어볼 수 있다. N각기둥은 N+2등으로 계산가능하다